# Campeonato Regional do Funchal
O Campeonato Regional do Funchal foi uma competição de futebol portuguesa organizada pela então Associação de Futebol do Funchal hoje denominada de Associação de Futebol da Madeira. Era a competição que elegia oficialmente o campeão de futebol do extinto Distrito do Funchal, a primeira edição foi na época de 1916–17 e a última na época de 1972–73. O maior vencedor é a CS Marítimo com 35 títulos.

## Vencedores

### Por época
| Época   | Vencedor        |
| ------- | --------------- |
| 1972–73 | CS Marítimo     |
| 1971–72 | CS Marítimo     |
| 1970–71 | CS Marítimo     |
| 1969–70 | CS Marítimo     |
| 1968–69 | CD Nacional     |
| 1967–68 | CS Marítimo     |
| 1966–67 | CS Marítimo     |
| 1965–66 | CS Marítimo     |
| 1964–65 | CF União        |
| 1963–64 | CF União        |
| 1962–63 | CF União        |
| 1961–62 | CF União        |
| 1960–61 | CF União        |
| 1959–60 | CF União        |
| 1958–59 | CF União        |
| 1957–58 | CS Marítimo     |
| 1956–57 | CF União        |
| 1955–56 | CS Marítimo     |
| 1954–55 | CS Marítimo     |
| 1953–54 | CS Marítimo     |
| 1952–53 | CS Marítimo     |
| 1951–52 | CS Marítimo     |
| 1950–51 | CS Marítimo     |
| 1949–50 | CS Marítimo     |
| 1948–49 | CS Marítimo     |
| 1947–48 | CS Marítimo     |
| 1946–47 | CS Marítimo     |
| 1945–46 | CS Marítimo     |
| 1944–45 | CS Marítimo     |
| 1943–44 | CD Nacional     |
| 1942–43 | CD Nacional     |
| 1941–42 | CD Nacional     |
| 1940–41 | CS Marítimo     |
| 1939–40 | CS Marítimo     |
| 1938–39 | CD Nacional     |
| 1937–38 | CF União        |
| 1936–37 | CD Nacional     |
| 1935–36 | CS Marítimo     |
| 1934–35 | CD Nacional     |
| 1933–34 | CF União        |
| 1932–33 | CS Marítimo     |
| 1931–32 | CF União        |
| 1930–31 | CS Marítimo     |
| 1929–30 | CS Marítimo     |
| 1928–29 | CS Marítimo     |
| 1927–28 | CF União        |
| 1926–27 | CS Marítimo     |
| 1925–26 | CS Marítimo     |
| 1924–25 | CS Marítimo     |
| 1923–24 | CS Marítimo     |
| 1922–23 | CS Marítimo     |
| 1921–22 | CS Marítimo     |
| 1920–21 | CF União        |
| 1919–20 | Não se realizou |
| 1918–19 | Não se realizou |
| 1917–18 | CS Marítimo     |
| 1916–17 | CS Marítimo     |

### Por clube
| Clube       | Venceu | Época(s) |
| ----------- | ------ | --- |
| CS Marítimo | 35     | 1916–17, 1917–18, 1921–22, 1922–23, 1923–24, 1924–25, 1925–26, 1926–27, 1928–29, 1929–30, 1930–31, 1932–33, 1935–36, 1939–40, 1940–41, 1944–45, 1945–46, 1946–47, 1947–48, 1948–49, 1940–50, 1950–51, 1951–52, 1952–53, 1953–54, 1954–55, 1955–56, 1957–58, 1965–66, 1966–67, 1967–68, 1968–69, 1970–71, 1971–72 e 1972–73 |
| CF União    | 13     | 1920–21, 1927–28, 1931–32, 1933–34, 1937–38, 1956–57, 1958–59, 1959–60, 1960–61, 1961–62, 1962–63, 1963–64 e 1964–65 |
| CD Nacional | 7      | 1934–35, 1936–37, 1938–39, 1941–42, 1942–43, 1943–44 e 1968–69 |

Ref.: